# Peer F. Hansen
Peer F. Hansen (født 5. maj 1966) er P-licens træner og trænerinstruktør i DBU . Han har tidligere været assistenttræner for Brøndby IF's 1. hold i Superligaen.
Han var forinden cheftræner for 1. divisionsklubben Boldklubben Fremad Amager. Han var endvidere ansat som trænerinstruktør i DBU for seniortrænere på B og A niveau. Ved hans ankomst til Fremad Amager i november 2004 (den officielle tiltrædelse var dog 1. januar 2005) og indtil den 25. oktober 2006 var han assisterende træner for klubbens førstehold og ansvarlig for dennes u-21 trup. Han kom til fodboldklubben efter at have været træner for fodboldklubben FC Bornholm igennem 4½ år. Den 28. maj 2007 blev hans sidste dag på cheftræner-posten i Fremad Amager.
Den 1. juli 2007 tiltrådte han som træner for Brøndby IF's U21-hold, der spillede i 2. division. I 2009 blev han forfremmet til assistenttræner for førsteholdets cheftræner Henrik Jensen. Han blev fyret den 25. oktober 2011, og efterfølgende udtalte han til DR, at fyringen skete, fordi han havde kritiseret klubben og holdets anden assistenttræner, Bent Christensen Arensøe, i forbindelse med fyringen af Henrik Jensen. Han vandt desuden det danske mesterskab med res i sæsonen 11/12 
Den 1. januar 2012 tiltrådte han som cheftræner for Boldklubben Frem. I løbet af sit første halve år i Frem førte han klubben til en førsteplads i Danmarksserien og dermed oprykning til 2. division. Den 8. juni 2012 sagde han op, fordi han lå i forhandlinger om et landstrænerjob i Afrika. Afrika-eventyret blev ikke til noget, og den 23. juni 2012 blev Hansen i stedet præsenteret som ny cheftræner for BK Fremad Amager. 2012 trak han sig fra posten som cheftræner

Fra starten af 2013-14-sæsonen blev Hansen assistenttræner for Per Nielsen i Hvidovre IF. I 2016 blev han ny assistenttræner for Frederiksberg Alliancen 2000. Peer F. Hansen er ny assistenttræner hos Brøndby IF Women sommeren 2023 (brondby.com)
Peer F. Hansen har en 20 år lang karriere i militæret bag sig, og herigennem kom han på landsholdet i militær femkamp, som han flere gange har repræsenteret internationalt. Hans resultater igennem hans 12 år som aktiv har været deltagelse ved hele syv verdensmesterskaber med en plads som nummer otte og en sølvmedalje ved europamesterskaberne som bedste resultat. Som 16-årig meldte han sig frivillig til militæret (på Bornholm) og blev senere uddannet ved jægerkorpset. Modtog (2003) fortjenstmedalje fra henholdsvis USA og Frankrig. Han er gift med Jette på 28. år (pr. 2012), som han har 3 sønner sammen med
I 2023 gennemførte Peer kurset HD2 "Ledelse og Mennesker" På Copenhagen Business School.

## Spillerkarriere
Peer F. Hansen har spillet som angriber i Danmarksserien for Rønne Idræts Klub (RIK) Hvor han spillede 278 kampe på 1 holdet og scoret 112 mål.

## Trænerkarriere
- 199x-2000: Træner i Svaneke Boldklub
- 2000-2004: Træner i FC Bornholm
- 2005-2006: Assistenttræner i Boldklubben Fremad Amager
- 2006-2007: Cheftræner i Boldklubben Fremad Amager
- 2007-2009: U21-træner (2. holdet) i Brøndby IF
- 2009-2011: Assistenttræner i Brøndby IF
- 2011-2012: Cheftræner i Boldklubben Frem
- 2012: Cheftræner i Boldklubben Fremad Amager
- 2013-2014: Assistenttræner i Hvidovre IF
- 2016-2017: Assistenttræner i Frederiksberg Alliancen 2000